# Liste von Persönlichkeiten der Stadt Erlangen
Diese Liste enthält in Erlangen geborene Persönlichkeiten sowie solche, die in Erlangen ihren Wirkungskreis hatten, ohne dort geboren zu sein. Die Liste erhebt keinen Anspruch auf Vollständigkeit.

## In Erlangen geborene Persönlichkeiten

### Bis 1800
- Sebald Heyden (1499–1561), Kantor, Rektor und Dichter („O Mensch, bewein dein Sünde groß“)
- Christian Leinberger (1706–1770), Maler, Radierer, Stuckateur, Ingenieur und Geometer
- Georg Wilhelm Pötzinger (1709–1753), Theologe, Mathematiker und erster Scholarch des örtlichen Gymnasiums
- Johann Gottlieb Gonne (1713–1758), Jurist und Hochschullehrer
- Johann Baron von Kalb (1721–1780), deutsch-amerikanischer General während der Amerikanischen Revolution
- Johann Jacob Sartorius (1730–1790), Rektor des Gymnasium Illustre Erlangense und Diakon der Altstädter Kirche
- Georg Besenbeck (1731–1762), Konrektor am Gymnasium Illustre Erlangense und Diakon der Altstädter Kirche
- Johann Gottfried Verdier (1736–1798), Rat und Amtmann
- Sophie Caroline Marie von Braunschweig-Wolfenbüttel (1737–1817), letzte Markgräfin in Erlangen
- Karl Siegmund von Seckendorff (1744–1785), Dichter
- Johann Rautenstrauch (1746–1801), österreichischer Satiriker der Aufklärung und Hofagent
- Matthias Gottfried Eichler (1748–1821), Zeichner und Kupferstecher
- Albrecht von Seckendorff (1748–1834), Politiker, Diplomat und Beamter
- Conrad Geiger (1751–1808), Maler
- Johann Albrecht Bauriedel (1753–1803), deutscher Jurist, Theologe und Prediger
- Heinrich Friedrich Isenflamm (1771–1828), Mediziner und Hochschullehrer
- Christian Friedrich Harleß (1773–1853), Mediziner
- Gottfried Fleischmann (1777–1850),  Mediziner und Hochschullehrer
- Michael Alexander Lips (1779–1838), Staatswissenschaftler
- Burkhard Wilhelm Seiler (1779–1843), Mediziner
- Johann Salomo Christoph Schweigger (1779–1857), Physiker und Chemiker
- August Friedrich Schweigger (1783–1821), Naturforscher
- Karl Ludwig Häberlin (1784–1858), Jurist und Romanschriftsteller
- Georg Simon Ohm (1789–1854), Physiker
- Friedrich von Ammon (1791–1855), lutherischer Theologe
- Friedrich Adolf Klüber (1791/93–1858), Oberbürgermeister von Düsseldorf und Staatsminister in Baden
- Martin Ohm (1792–1872), Mathematiker
- Karl Heinrich Rau (1792–1870), Nationalökonom, Agrarwissenschaftler
- Julie Gräfin von Egloffstein (1792–1869), Hofdame, Malerin und Zeichnerin
- Johann Christian Auernhammer (= Christian Wallis) (* 29. November 1793 in Erlangen; † 21. April 1862 in Neustadt), Epigrammdichter und Schulmann[1][2]
- Karl Friedrich German von Hänlein (1794–1866), Jurist, württembergischer Beamter
- Carl Friedrich Philipp von Martius (1794–1868), Naturforscher, Botaniker, Forschungsreisender und Ethnograph
- Julius Abegg (1796–1868), Strafrechtler
- Ernst von Haselberg (1796–1854), Arzt und preußischer Regierungs- und Medizinalrat
- Theodor Wilhelm Christian Martius (1796–1863), Apotheker, Botaniker und Honorarprofessor
- Friedrich Ortloff (1797–1868), Autor, Jurist, Professor und Präsident des Oberappellationsgericht in Jena

### 1801 bis 1850
- Friedrich Wilhelm Ghillany (1807–1876), evangelischer Theologe, Historiker und Schriftsteller
- Christian Wilhelm von Glück (1810–1866), Bibliothekar und Historiker
- Franz Ludwig Fick (1813–1858), Anatom
- David Morgenstern (1814–1882), Politiker und Zinnfolienfabrikant
- Johann Heinrich August Ebrard (1818–1888), evangelischer Theologe
- Carl Haag (1820–1915), Maler
- Ludwig Rau (1821–1892), Arzt, Landwirtschaftslehrer und Direktor der Landwirtschaftlichen Akademie Hohenheim
- Carl Friedrich Richard Plochmann (1822–1894), Pfarrer und Schriftsteller
- Julius Schunck (1822–1857), Geistlicher, Förderer der Inneren Mission und Gründer des Rettungshauses Puckenhof
- Hans Ulrich Vitalis Pfaff (1824–1872), Mathematiker
- Hermann von Schelling (1824–1908), Jurist und Politiker
- Friedrich Pfaff (1825–1886), Geologe
- Karl von Burger (1834–1905), evangelisch-lutherischer Theologe und bayerischer Oberkonsistorialrat
- Heinrich August Papellier (1834–1894), Bürgermeister, Reichstags- und Landtagsabgeordneter
- Adolph Wagner (1835–1917), Volkswirtschaftler
- Wilhelm Fleischmann (1837–1920), Agrikulturchemiker
- Hermann Wagner (1840–1929), Geograph und Kartograph
- Heinrich Cron (1844–1874), Lehrer und Altphilologe
- Theodor Renaud (1844–1910), Pfarrer und Schriftsteller
- Thomas Carl Ritter von Müller (1845–1933), Regierungspräsident
- Ottilie Bayer (1848–1913), Schriftstellerin
- Friedrich Delitzsch (1850–1922), Assyriologe
- Friedrich Clemens Ebrard (1850–1935), reformierter Theologe und Bibliothekar
- Emil Kränzlein (1850–1936), Fabrikant, Geheimer Kommerzienrat und Ehrenbürger
- Philipp Samhammer (1850–1913), Puppenfabrikant und Mitglied des Deutschen Reichstags

### 1851 bis 1900
- Otto Harnack (1857–1914), Goetheforscher, Dramatiker und Dichter
- Justus Thiersch (1859–1937), Chirurg und Autor
- Theodor Kipp (1862–1931), Jurist
- Ernst Kraus (1863–1941), Heldentenor
- Alexander von Feilitzsch (1870–1947), Verwaltungsjurist und Bezirksamtmann in Berchtesgaden
- Hermann Heineke (1873–1922), Chirurg und Hochschullehrer
- Friedrich Hauck (1882–1954), evangelischer Geistlicher und Hochschullehrer
- Emmy Noether (1882–1935), Mathematikerin
- Theodor Dombart (1884–1969), Architekt, Hochschullehrer und Heimatforscher
- Fritz Noether (1884–1941), Mathematiker
- Karl May (1884–1961), Künstler
- Hans Albert Dietrich (1886–1963), Gynäkologe und Hochschullehrer
- Georg Scheffler (1887–1933), SPD-Politiker,  Mitglied des Provinziallandtages der Provinz Hessen-Nassau
- Robert Falckenberg (1889–1944), Jurist und Richter am Volksgerichtshof
- Wilhelm Fraenger (1890–1964), Kunsthistoriker
- Eilhard Wiedemann (1891–1950), Forstwissenschaftler
- Ernst Penzoldt (1892–1955), Schriftsteller, Zeichner, Bildhauer und Karikaturist
- Ernst Georg Deuerlein (1893–1978), Landeshistoriker Frankens
- Elly Maldaque (1893–1930), Lehrerin in Regensburg
- Ernst Mengin (1893–1973), Philologe und Theologe
- Rudolf Geiger (1894–1981), Meteorologe
- Julius Braun (1895–1962), Generalleutnant
- Ernst Leichtenstern (1895–1945), Politiker
- Karl Theodor Kipp (1896–1963), Rechtswissenschaftler
- Max Rehm (1896–1992), Jurist und Historiker
- Christian Wrede (1896–1971), Bildhauer
- Hans Kreßel (1898–1985), evangelisch-lutherischer Pfarrer und Theologe
- Jakob Faulhaber (1900–1942), hingerichteter kommunistischer Widerstandskämpfer gegen das NS-Regime
- Kurt von Raumer (1900–1982), Neuzeithistoriker
- Heinrich Schreiber (1900–1942), Bibliothekar

### 1901 bis 1930
- Michael Poeschke (1901–1959), Politiker
- Walther Rehm (1901–1963), Literaturwissenschaftler
- Heinrich Kirchner (1902–1984), Bildhauer
- Rudolf Fleischmann (1903–2002), Physiker
- Otto Englberger (1905–1977), Architekt
- Rudolf Schwalbe (1905–nach 1940), Jurist und Kommunalpolitiker (NSDAP)
- Karl Hetz (1906–1985), Regierungsbaurat, Major der Wehrmacht, Vizepräsident des Nationalkomitees Freies Deutschland (NKFD)
- Gottfried Andreas Herrmann (1907–2002), Maler
- Peter Zink (1907–2004), Gewerkschafter und Politiker
- Hans-Joachim Schoeps (1909–1980), Religionshistoriker, Religionsphilosoph und Professor
- André Pirson (1910–2004), Botaniker, Forscher und Hochschullehrer
- Otto Grau (1913–1981), akademischer Maler und Grafiker
- Fritz Scheller (1914–1997), Radrennfahrer
- Heinz Weichardt (* 1915), Hygieniker und ordentlicher Professor für Arbeitsmedizin
- Wolfgang Schweitzer (1916–2009), evangelischer Theologe und Hochschullehrer
- Helmut Zahn (1916–2004), Chemiker
- Gerhard Heiland (1917–2005), Physiker
- Gudrun Kunstmann (1917–1994), Bildhauerin und Malerin
- Walter Bachmann (1919–2011), Mediziner
- Wilfried Guth (1919–2009), Bankmanager
- Rudolf Großner (1920–2000), Autor und Herausgeber
- Alfred Schmeller (1920–1990), deutsch-österreichischer Kunsthistoriker, Publizist und Museumsdirektor
- Ernst Jung (1921–2010), Architekt
- Theo M. Loch (1921–1987), Journalist
- Friedrich Sponsel (1921–1980), Kommunalpolitiker (SPD)
- Hans Tauber (1921–2007), Landwirt und Politiker (CSU), Mitglied des Bayerischen Landtags
- Götz Schregle (1923–2014), Arabist
- Wilfried Beck-Erlang (1924–2002), Architekt
- Michael Burk (* 1924), Kabarettist und Schriftsteller
- Helmut Keppler (1924–2019), Künstler, Maler und Grafiker
- Kurt E. Ludwig (1924–1995), Schauspieler, Synchronautor, Dialogregisseur und Synchronsprecher
- Herbert Martius (1924–2009), Maler, Graphiker, Emailkünstler
- Wolfgang Winkler (1924–2005), Jurist, Regierungspräsident Oberfrankens
- Hans König (1925–2007), Autor und Mundartdichter
- Oskar Koller (1925–2004), Maler
- Klaus Dehler (1926–2005), Arzt und Politiker
- Adolf Lippold (1926–2005), Althistoriker
- Erhard Königsreuther (1927–2009), Künstler, bekannt als „Pinsl“, Erlanger Original und „König vom Berg“
- Ernst Hoffmann (1928–2016), Komponist, Posaunist, Dirigent, Arrangeur und Musiklehrer
- Hans Stretz (1928–1997), Boxer
- Rudi Büttner (1929–2014), Liedtexter und Moderator
- Hans H. Brand (1930–2020), Hochschullehrer
- Klaus Scholder (1930–1985), Professor für evangelische Kirchengeschichte in Tübingen

### 1931 bis 1960
- Günther Reinhardt (1933–2020), Rechtsmediziner, Psychiater und Hochschullehrer
- Wolfgang H. Berger (1937–2017), deutsch-US-amerikanischer Ozeanograph, Geologe und Mikropaläontologe
- Hans-Albert Rupprecht (1938–2024), Papyrologe
- Hans-Martin Barth (* 1939), evangelisch-lutherischer Theologe
- Dieter Gackstetter (1939–2017), Regisseur, Theaterintendant, Choreograph und Schauspieler
- Heinrich von Pierer (* 1941), Siemens-Vorstandsvorsitzender und -Aufsichtsratsvorsitzender
- Hermann F. Sailer (* 1943), Mund-, Gesichts- und Kieferchirurg
- Walter Schobert (* 1943), evangelischer Theologe, Museumsleiter und Autor
- Thomas Würtenberger (* 1943), Staatsrechtler
- Achim Bröger (* 1944), Kinder- und Jugendbuchautor
- Klaus Buckup (1945–2010), Orthopäde und Unfallchirurg
- Regine Elsässer (* 1946), Übersetzerin und Stiftungsgründerin
- Reinhard Greger (* 1946), Jurist und Hochschullehrer
- Karl-Dieter Grüske (* 1946), Wirtschaftswissenschaftler
- Josef Schmidt (* 1946), Jesuit, Philosoph und Hochschullehrer
- Waldemar Bacik (* 1947), Speedwayfahrer
- Michael Welker (* 1947), evangelischer Theologe
- Steffen Kuchenreuther (1947–2013), Kinobetreiber und Filmproduzent, Organisator des deutschen Filmpreises
- Michael Gerhardt (* 1948), Richter des Bundesverfassungsgerichts
- Thomas Hanschke (* 1949), Mathematiker und Präsident der Technischen Universität Clausthal
- Karl Meiler (1949–2014), Tennisspieler und -trainer
- Eva Berger (* 1951), Historikerin und ehemalige Museumsleiterin
- Edith Düsing (* 1951), Philosophin
- Uta Heinrich (* 1951), Politikerin und Juristin
- Klaus Karl-Kraus (* 1951), Kabarettist
- Anne Luise Müller (* 1951), Architektin Dipl.Ing und Stadtplanerin
- Gerhard Vill (* 1951), Jurist, Richter am Bundesgerichtshof
- Winni Wittkopp (* 1951), Schauspieler
- Michael Engelhardt (* 1952), Maler
- Ingeborg Kolodzeike (* 1952), Politikerin
- Peter März (* 1952), Historiker
- Klaus Treuheit (* 1953), Pianist, Komponist
- Beate Wanke (* 1953), Schauspielerin
- Karlheinz Brandenburg (* 1954), Elektrotechniker, einer der Väter des MP3-Audiocodecs
- Rainer Glas (* 1954), Jazzbassist
- Ernst Hauck (* 1954), Jurist
- Christoph Lanzendörfer (* 1954), Internist und Buchautor
- Klaus Peter Riedel (* 1954), Diplomat, Botschafter der Bundesrepublik Deutschland
- Thomas Rauscher (* 1955), Jurist und Professor an der Universität Leipzig
- Albrecht Rothacher (* 1955), EU-Diplomat und Autor
- Susanne Wahl (* 1955), Schriftstellerin
- Andreas C. Wankum (* 1955), Unternehmer und Politiker (CDU)
- Reinhold Ziegler (1955–2017), Schriftsteller und Journalist
- Mathias Fuchs (* 1956), Künstler, Kunst- und Medientheoretiker, Hochschullehrer
- Martin Herrmann (* 1956), Biologe
- Wolf-Rainer Lowack (* 1956), BASF-Personalmanager, Geschäftsführer der Metropolregion Rhein-Neckar GmbH
- Harald Popp (* 1956), Elektrotechniker
- Johannes Thimme (1956–1985), RAF-Mitglied
- Jan Esche (* 1957), Publizist und Autor
- Rainer Rubbert (* 1957), Komponist
- André Kirchner (* 1958), Fotograf und Autor
- Wolfgang Kowalsky (* 1958), Elektroingenieur
- Wolfgang Schoberth (* 1958), evangelischer Theologe
- Klaus Täuber (1958–2023), Fußballspieler und -trainer
- Günter Hofbauer (* 1959), Fahrzeugentwickler und Designer von Spezialfahrzeugen
- Wolfgang Günther (* 1960), Journalist und Fernsehtrainer

### 1961 bis 1970
- Günter Güttler (* 1961), Fußballspieler und -trainer
- Verena Krieger (* 1961), Politikerin
- Lothar Matthäus (* 1961), Fußballspieler und -trainer
- Stefan Schwab (* 1961), Neurologe und Hochschullehrer
- Elisabeth Wischeropp (* 1961), Künstlerin und Bildhauerin
- Dieter Krause (* 1962), Ingenieur und Hochschullehrer
- Matthias Schneider (1962–2024), Kommunalpolitiker (CDU) und Landrat
- Charlie Bauerfeind (* 1963), Musikproduzent
- Stefan Holzer (* 1963), Bauingenieur und Bauforscher
- Kerstin Krieglstein (* 1963), Neurowissenschaftlerin
- Doris Matthäus (* 1963), Grafikerin und Spieleillustratorin
- Martin Voßwinkel (* 1963), Künstler
- Roland Busch (* 1964), Physiker, Vorstandsvorsitzender der Siemens AG
- Carina von Enzenberg (* 1964), Übersetzerin
- Johannes Fink (* 1964), Jazzbassist
- Jörg Franke (* 1964), Ingenieurwissenschaftler, Hochschullehrer
- Klaus Knoesel (* 1964), Regisseur
- Michael Kohlhase (* 1964), Informatiker und Professor
- Hans-Walter Rix (* 1964), Astronom und Astrophysiker
- Juergen Teller (* 1964), Fotograf
- Andreas Thiel (* 1964), Provinzialrömischer Archäologe
- Jürgen Zangenberg (* 1964), evangelischer Neutestamentler und Archäologe
- Holger Fleischer (* 1965), Jurist
- Martin F. Fromm (* 1965), Mediziner und Hochschullehrer
- Martin Heidingsfelder (* 1965), ehemaliger Footballspieler
- Martin Hofmann (1965–2018), Informatiker und Hochschullehrer
- Martin Kleen (* 1965), Krimiautor
- Albrecht Mayer (* 1965), Oboist
- Katrin Müller-Hohenstein (* 1965), Fernseh- und Radiomoderatorin
- Stefan Schwarzmann (* 1965), Musiker, Schlagzeuger
- Ludwig von Auer (* 1966), Professor für Volkswirtschaftslehre
- Dietrich Eichmann (* 1966), Komponist und Improvisationsmusiker
- Bert Freyberger (* 1966), Historiker, Pädagoge und Hochschullehrer
- Christoph Gröpl (* 1966), Rechtswissenschaftler
- Matthias Schwarzbach (* 1966), Mediziner und Hochschullehrer
- Achim Beierlorzer (* 1967), Fußballtrainer
- Jörg Gundel (* 1967), Hochschullehrer und Rechtswissenschaftler
- Dorian Keilhack (* 1967), deutsch-britischer Pianist und Dirigent
- Bernhard König (* 1967), Komponist und Hörspielmacher
- Arne Kopfermann (* 1967), christlicher Liedermacher, Musiker und Musikproduzent
- Natascha Meuser (* 1967), Architektin, Verlegerin und Hochschullehrerin
- Peter Müller alias Peter Kafka bzw. Peter Pathos (* 1967), Musiker
- Björn Zikarsky (* 1967), Schwimmer
- German Hacker (* 1968), Pädagoge, Politiker, Erster Bürgermeister von Herzogenaurach
- Barbara Hahlweg (* 1968), Fernsehmoderatorin (heute-Journal), Tochter des Erlanger Oberbürgermeisters Dietmar Hahlweg (SPD, im Amt 1972–96)
- Gabriele Hoerschelmann (* 1968), evangelische Theologin
- Nils Lehmann (* 1968), Handballspieler und -trainer
- Susanne Leeb (* 1968), Kunsthistorikerin und Hochschullehrerin
- Bernhard Seidenath (* 1968), Politiker
- Alexa Maria Surholt (* 1968), Schauspielerin
- Volker Waltmann (* 1968), Käseveredler
- Martin Puchner (* 1969), Literaturwissenschaftler
- Jörg Brückner (* 1970), Opernsänger
- Stefanie Gregg (* 1970), Autorin
- Katharina Hofmann (* 1970), deutsch-österreichische Schauspielerin
- Jürgen Neudert (* 1970), Jazzmusiker

### Ab 1971
- Tolya Glaukos (* 1971), Schriftsteller und Künstler
- Alexandra Henkel (* 1971), Schauspielerin
- Philip Koehn (* 1971), Informatikprofessor und Forscher auf dem Gebiet der maschinellen Übersetzung
- Markus Johannes Langer (* 1971), Kantor und Organist
- Hans Platz (* 1971), Musiker, Gitarrist
- Stephan Puchner (* 1971), Schriftsteller, Drehbuchautor und Regisseur
- Michael Jordan (* 1972), Künstler und Illustrator
- Per Leo (* 1972), Historiker und Schriftsteller
- Andreas Luft (* 1972), deutsch-schweizerischer Mediziner und Hochschullehrer
- Oliver Mayer-Rüth (* 1972), Fernsehjournalist
- Daniel Rapp (* 1972), Politiker
- Jessica Witte-Winter (* 1972), Radio- und Fernsehmoderatorin
- Marcus Grube (* 1973), Dramaturg und Regisseur
- Günter Sautter (* 1973), politischer Beamter und Diplomat
- Karsten Schmidt (* 1973), Jurist, Richter am Bundesgerichtshof
- Axel Drecoll (* 1974), Historiker
- Doris Kunz (* 1974), Professorin für Anorganische Chemie in Tübingen
- Rainer Kurka (* 1974), Bildhauer
- Tilmann Lahme (* 1974), Autor und Literaturhistoriker
- Christiane Neudecker (* 1974), Regisseurin und Schriftstellerin
- Sven Franck (* 1976), deutsch-französischer Politiker (Volt)
- Ute Cantera-Lang (* 1976), Übersetzerin
- Christian Schloyer (* 1976), Schriftsteller
- Tobias Bachmann (* 1977), Schriftsteller
- Anke Bär (* 1977), Schriftstellerin und Illustratorin
- Thomas Klupp (* 1977), Schriftsteller und Literaturwissenschaftler
- Philipp W. Stockhammer (* 1977), Prähistoriker, Archäologe und Hochschullehrer
- Peter Wackel (* 1977), Sänger und Alleinunterhalter
- Andrea Ritter (* 1978), Blockflötistin
- Dorothea Koniszewski (* 1979), Schauspielerin
- Eva Julia Lohse (* 1979), Rechtswissenschaftlerin und Hochschullehrerin
- Inka Meyer (* 1979), Kabarettistin, Autorin, Schauspielerin und Designerin
- Ralph Querfurth (* 1979), Spieleredakteur und -autor
- Sabine Tiedtke (* 1979), Kunsthistorikerin
- Andreas Maier (* 1980), Informatiker
- Werner Stieglitz (* 1980), Politiker
- Jan Miserre (* 1981), Jazzmusiker und Filmkomponist
- Björn Schlicke (* 1981), Fußballspieler
- Flula Borg (* 1982), Entertainer
- Anne-Christin Mittwoch (* 1982), Rechtswissenschaftlerin und Hochschullehrerin
- David Theodor Schmidt (* 1982), Pianist
- Severin Fischer (* 1983), politischer Beamter
- Andreas Lösel (* 1983), Schwimmsportler
- Lisa Bitter (* 1984), Schauspielerin
- Maruan Sakas (* 1985), Musiker
- Daniel Stumpf (* 1985), Handballspieler
- Alexander Stephan (* 1986), Fußballtorhüter
- Miriam M. Unterlass (* 1986), Chemikerin und ordentliche Professorin für Festkörperchemie an der Universität Konstanz
- Kerstin Neuper (* 1987), Fußballspielerin
- Sara Walzik (* 1987), Handballspielerin
- Frederik Götz (* 1988), Schauspieler
- Andrea Schmitt (* 1988), Schauspielerin
- Joachim Foerster (* 1989), Schauspieler
- Friedrich Paul Kühne (* 1989), Slackliner
- Laura Kneidl (* 1990), Autorin
- Marius Strangl (* 1990), Fußballspieler
- Daniel Batz (* 1991), Fußballtorhüter
- Joon Kim (* 1991), Schauspieler und Influencer
- Moritz Nebel (* 1991), Fußballspieler
- Alexander Megos (* 1993), Sportkletterer
- Alexander Piller (* 1993), Fußballspieler
- Nadja Pries (* 1994), Radsportlerin
- Stefan Maderer (* 1996), Fußballspieler
- Tim Danhof (* 1997), Fußballspieler
- Iven Ferch (* 1997), Volleyballspieler und Ex-Nationalspieler
- Sergei Gorpischin (* 1997), russischer Handballspieler
- Michelangelo Fortuzzi (* 2001), Schauspieler
- Josia Topf (* 2003), Para-Schwimmer

## Persönlichkeiten, die in der Stadt gewirkt haben
Eine ganze Reihe bekannter Personen hat zumindest eine Zeit lang in mehr oder weniger wichtiger Funktion in Erlangen gelebt. Viele davon kamen zum Studium oder zur Lehre.

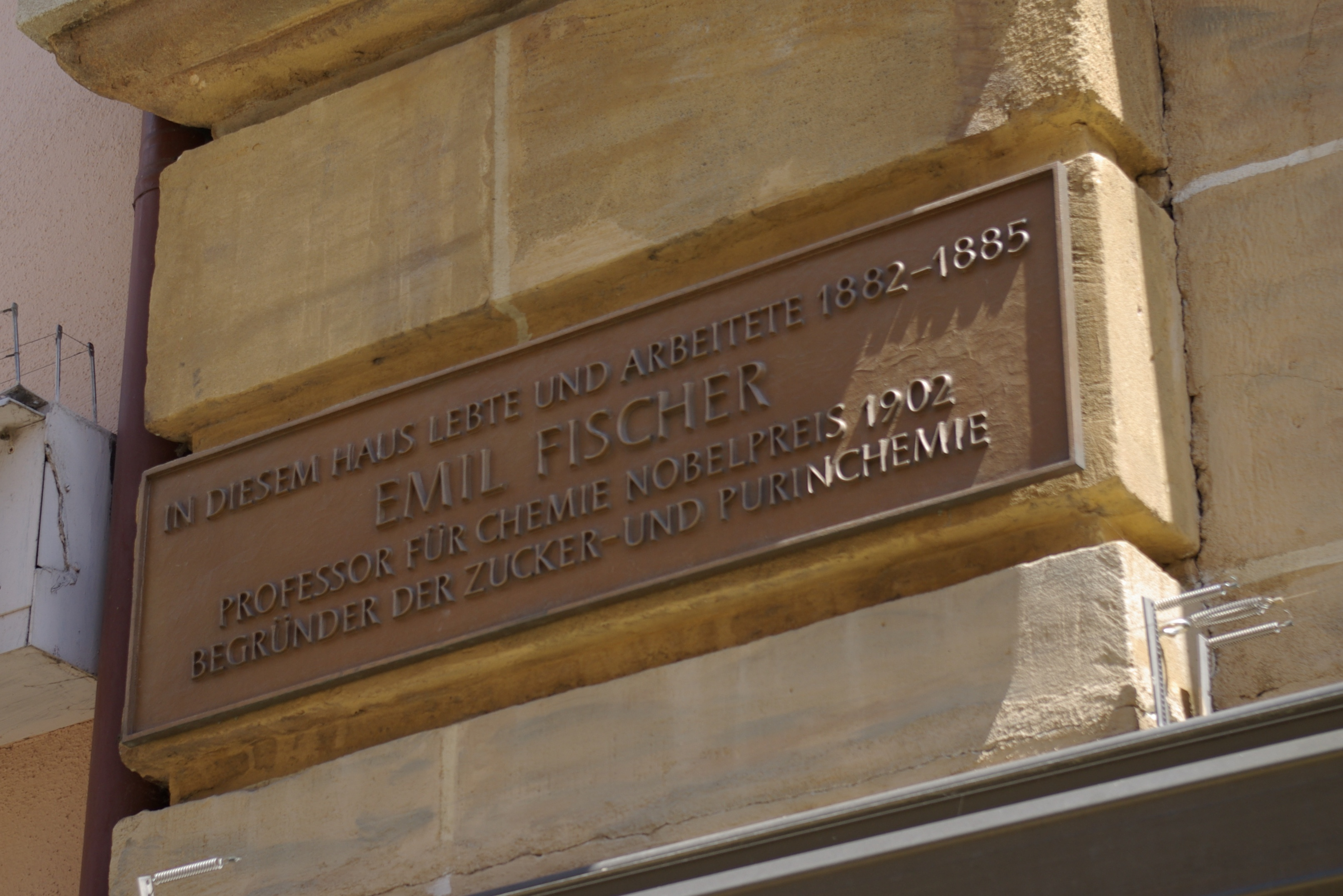
Gedenktafel am Wohnhaus Emil Fischers (Hauptstraße 26)

- Max Anderlohr (1884–1961), Elektroingenieur
- Johann Nicolaus Apel (1757–1823), Autor, Doktor der Philosophie
- Friedrich August von Ausin (1758–1837), Stadtpräsident und Polizeidirektor
- Philipp Bayer (1791–1832), Mediziner, begründete 1828 das erste Geburtshaus in Erlangen
- Theo Benesch (1899–1954), Politiker (NSDAP), von 1927 bis 1933 Stadtrat in Erlangen
- Arno Bulitta (1921–1995), Mediziner, stellv. Bürgermeister und Vertriebenen- und Lokalpolitiker sowie Bundesverdienstkreuzträger
- Walter Christaller (1893–1969), Geograph und Begründer der Theorie der zentralen Orte.
- Nataša Dragnić (* 1965), Schriftstellerin
- Josef Felder (1900–2000), SPD-Politiker, saß von 1957 bis 1969 für den Wahlkreis Erlangen im Deutschen Bundestag. Im Röthelheimpark ist ein Weg nach ihm benannt.
- Ludwig Feuerbach (1804–1872), Philosoph, Promotion (1828) in Erlangen, von 1829 bis 1832 Privatdozent, Vorlesungen über Logik und Philosophiegeschichte, 1830 anonyme Veröffentlichung der „Gedanken über Tod und Unsterblichkeit“.
- Johann Gottlieb Fichte (1762–1814), Philosoph, Vertreter des deutschen Idealismus. Professor in Erlangen von Mai bis September 1805.
- Johann Christian Fick (1763–1821), Historiker, Geograph und Anglist. Professor in Erlangen.
- Emil Fischer (1852–1919), Chemiker, Nobelpreisträger, lebte und arbeitete in Erlangen von 1882 bis 1885
- Max Gebbert (1856–1907), Gründer von Reiniger, Gebbert & Schall
- Hans Geiger (1882–1945), Erfinder des Geigerzählers. Ab 1902 Studium der Physik und Mathematik in Erlangen, Promotion 1906.
- Franz Wenceslaus Goldwitzer (1778–1840), Pfarrer von Büchenbach
- Dieter Haack (* 1934), Bundesminister a. D., vertrat den Wahlkreis Erlangen von 1969 bis 1990 im Deutschen Bundestag
- Samuel Hahnemann (1755–1843), Begründer der Homöopathie, 1779 Promotion in Erlangen.
- Hildegard Hamm-Brücher (1921–2016), Politikerin (vormals FDP), in den 1970er Jahren in Erlangen und Mittelfranken gewählte Abgeordnete des Bayerischen Landtags und anschließend von 1976 bis 1990 Abgeordnete im Bundestag (Wahlkreiskandidatin in Erlangen bei Bundestagswahlen)
- Karl von Hegel (1813–1901), Historiker, wurde 1856 an den neu gegründeten Lehrstuhl für Geschichte der Universität Erlangen berufen, deren Prorektor er ab 1870 wurde.
- Werner Heider (* 1930), Komponist, Pianist, Dirigent
- Joachim Herrmann (* 1956), Politiker (CSU), Bayerischer Staatsminister des Innern, Vertreter des Stimmkreises Erlangen-Stadt im Landtag
- Johann Ferdinand Heyfelder (1798–1869), Chirurg und Hochschullehrer in Erlangen sowie 1847 einer der ersten deutschen Anwender der Äthernarkose.
- Karl-Heinz Hiersemann (1944–1998), langjähriger SPD-Oppositionsführer und Vizepräsident im Bayerischen Landtag sowie Anwalt und Stadtrat in Erlangen
- Johann Friedrich Hunger (1800–1837), Rechtswissenschaftler und Universitätsprofessor
- Caspar Jakob Huth (1711–1760), evangelischer Theologe und Hochschullehrer
- Johann Konrad Irmischer (1797–1857), evangelischer Theologe und Bibliothekar der Universitätsbibliothek
- Jacob Friedrich Isenflamm (1726–1793), Anatom und Hochschullehrer
- Martin Jellinghaus (* 1944), Bronzemedaillengewinner mit der 4-mal-400-Meter-Staffel bei den Olympischen Spielen 1968 in Mexiko, Fünfter im 400-Meter-Einzelrennen
- Hermann Jordan (1878–1922), evangelischer Geistlicher und Hochschullehrer
- Bernhard Klaus (1913–2008), Theologe und Hochschullehrer
- Felix Klein (1849–1925), Mathematikprofessor. In seiner Antrittsvorlesung formulierte er das Erlanger Programm.
- August Köhler (1835–1897), evangelischer Theologe und Hochschullehrer
- Christian Krafft (1784–1845), Theologe in Erlangen, Vorläufer der erweckungsbewegten protestantischen Erlanger Theologie.
- Johann Friedrich Küttlinger (1778–1851), Rechtsmediziner und Botaniker
- Werner Lorleberg (1894–1945), setzte bei der kampflosen Übergabe Erlangens am 16. April 1945 sein Leben auf´s Spiel - und verlor es.
- Johann Bernhard Lippert (1752–1819), evangelischer Theologe und Hochschullehrer
- Paul Lorenzen (1915–1994), Philosoph, lehrte in Erlangen ab 1962. Begründete mit Wilhelm Kamlah den Erlanger Konstruktivismus.
- Heinrich Marquardsen (1826–1897), Rechtswissenschaftler und Politiker.
- Inge Meidinger-Geise (1923–2007), Schriftstellerin
- Gottlieb Ernst August Mehmel (1761–1840), deutscher Philosoph
- Günter Ollenschläger (* 1951), von 1995 bis 2014 Leiter des Ärztlichen Zentrums für Qualität in der Medizin, studierte in Erlangen Medizin.
- August Graf von Platen (1796–1835), Dichter, kam 1819 zum Studium nach Erlangen. Das Platenhäuschen und die Platenstraße am Burgberg erinnern an ihn.
- Kurt Poll (* 1930), Geologe, Professor für Allgemeine und Angewandte Geologie an der Universität Münster, von 1972 bis 1982 beim Naturschutzbeirat, war verheiratet mit Roswitha Poll, lebte in Erlangen und war Mitglied des DIN Normenausschusses Baugrund[3]
- Wolfgang Heinrich Puchta (1769–1845), Rechtswissenschaftler und Richter, erster Richter am Landgericht Erlangen
- Dinah Radtke (* 1947), Übersetzerin und Mitbegründerin des Zentrums für Selbstbestimmtes Leben Behinderter (ZSL) in Erlangen
- Ursula Rechtenbacher (1934–2024), Politikerin (SPD), Stadträtin (1972–1990) und 2. Bürgermeisterin Erlangens (1980–1990)
- Johann Paul Reinhard (1722–1779), Hochschullehrer der Geschichte und Historiker
- Johann Christoph Rudolph (1792–1792), Jurist und Hochschullehrer an der Universität Erlangen
- Friedrich Rückert (1788–1866), Schriftsteller; ab 1826 in Erlangen Professor der orientalischen Sprachen und Literaturen. Seine beiden Lieblingskinder, deren Tod er in den Kindertodtenliedern beklagt, liegen auf dem Neustädter Friedhof begraben. Nach ihm ist seit 1954 die Friedrich-Rückert-Schule am Ohmplatz benannt.
- Karl Ludwig Sand (1795–1820), Student und Burschenschafter, der 1819 den Dichter August von Kotzebue ermordete und so die Karlsbader Beschlüsse mit auslöste, studierte in Erlangen Theologie.
- Adolf Schinnerer (1876–1949), spätimpressionistischer Maler und Graphiker, lebte um 1930 herum einige Jahre im heute eingemeindeten Tennenlohe
- Eleonore Schmidt-Herrling (1877–1960), Bibliothekarin, Erlanger Heimatforscherin und Malerin
- Karl Schornbaum (1875–1953), deutscher evangelischer Pfarrer, Historiker und Archivar
- Hans Schwerte (eigentlich Hans Ernst Schneider) (1909–1999), Literaturwissenschaftler, der in den 90er Jahren wegen seiner vertuschten Vergangenheit als SS-Mann in die Schlagzeilen geriet
- Georg Friedrich Seiler (1733–1807), Hochschullehrer und Superintendent
- Elke Sommer (eigentlich Elke Schletz) (* 1940), Schauspielerin
- Hannah Stockbauer (* 1982), dreifache Weltmeisterin im Schwimmen (400 m, 800 m, 1500 m). Schwamm für die SSG Erlangen.
- Georg Albrecht Stübner (1680–1723 in Bayreuth), Dichter, Pastor und Professor
- Christian Hieronymus von Stutterheim (1690–1753), Amtshauptmann, Präsident des Justizkollegiums und Erbauer des Palais Stutterheim
- Oskar Johannes Stanik (1921–1989), Maler und Grafiker, lebte und wirkte ab 1949 in Erlangen, 1. bayerischer Staatspreis für das Bild Straße der Verdammten, erschuf verschiedene Gemälde, Fassadenkunstwerke, Reliefs und Denkmäler in und über Erlangen
- Simon Gabriel Suckow, Hochschullehrer für Mathematik und Physik, Prorektor
- Heinrich Welker (1912–1981), Physikprofessor, entdeckte die Halbleitereigenschaften der III-V-Verbindungen als Ausgangspunkt für die Entwicklung mikroelektronischer Schaltkreise.